# Hyde Park
Hyde Park è uno dei nove parchi Reali di Londra. Diviso in due parti dal lago artificiale Serpentine Lake, il parco è contiguo ai Kensington Gardens, che sono comunemente considerati come una parte di Hyde Park, anche se nella realtà le due aree verdi sono ufficialmente separate sin dal 1728, quando la Regina Carolina ne impose la divisione.

## Storia

### Cinquecento e Novecento
Nel 1536 Enrico VIII, con l'abolizione dei monasteri, si impadronì del feudo e del castello di Hyde, proprietà dei canonici di Westminster Abbey sin dal periodo della conquista normanna dell'Inghilterra.
Enrico VIII fece divenire il parco una grande riserva di caccia reale, introducendovi numerosi cervi.
La zona rimase riserva di caccia ad uso esclusivo del sovrano e della corte sino a quando Giacomo I non la aprì limitatamente al pubblico, ma essa rimase in ogni caso di appartenenza alto borghese ed aristocratica.
Fu invece Carlo I che, nel 1637 concesse l'entrata a tutti all'interno del parco.
Nel 1665, anno della grande peste di Londra, una parte della popolazione si rifugiò in Hyde Park per cercare di sfuggire il contatto con l'epidemia.
Nel 1689 Guglielmo III trasferì la sua abitazione da Nottingham House presso Kensington Palace; fece così costruire la Route de Roi, poi cambiata in Rotten Row, una grande corsia per far passare le carrozze.
E fu la Rotten Row la prima strada inglese illuminata di notte: erano stati infatti collocati, per ordine del re, trecento lampioni, data la costante presenza di duellanti e rapinatori.

### Dal Settecento ad oggi

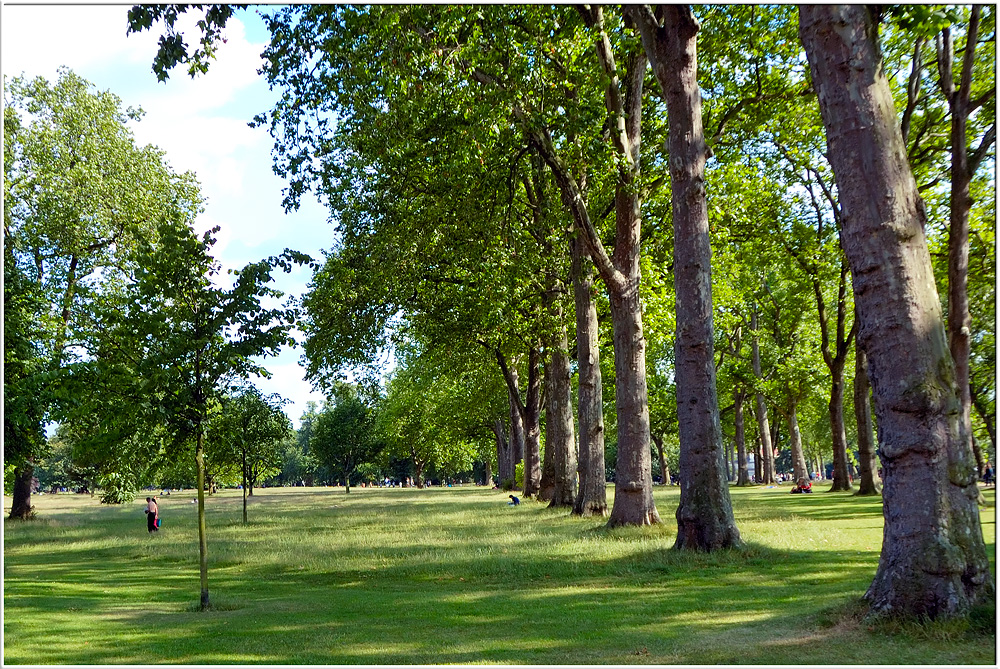
Uno scorcio di Hyde Park nel 2005

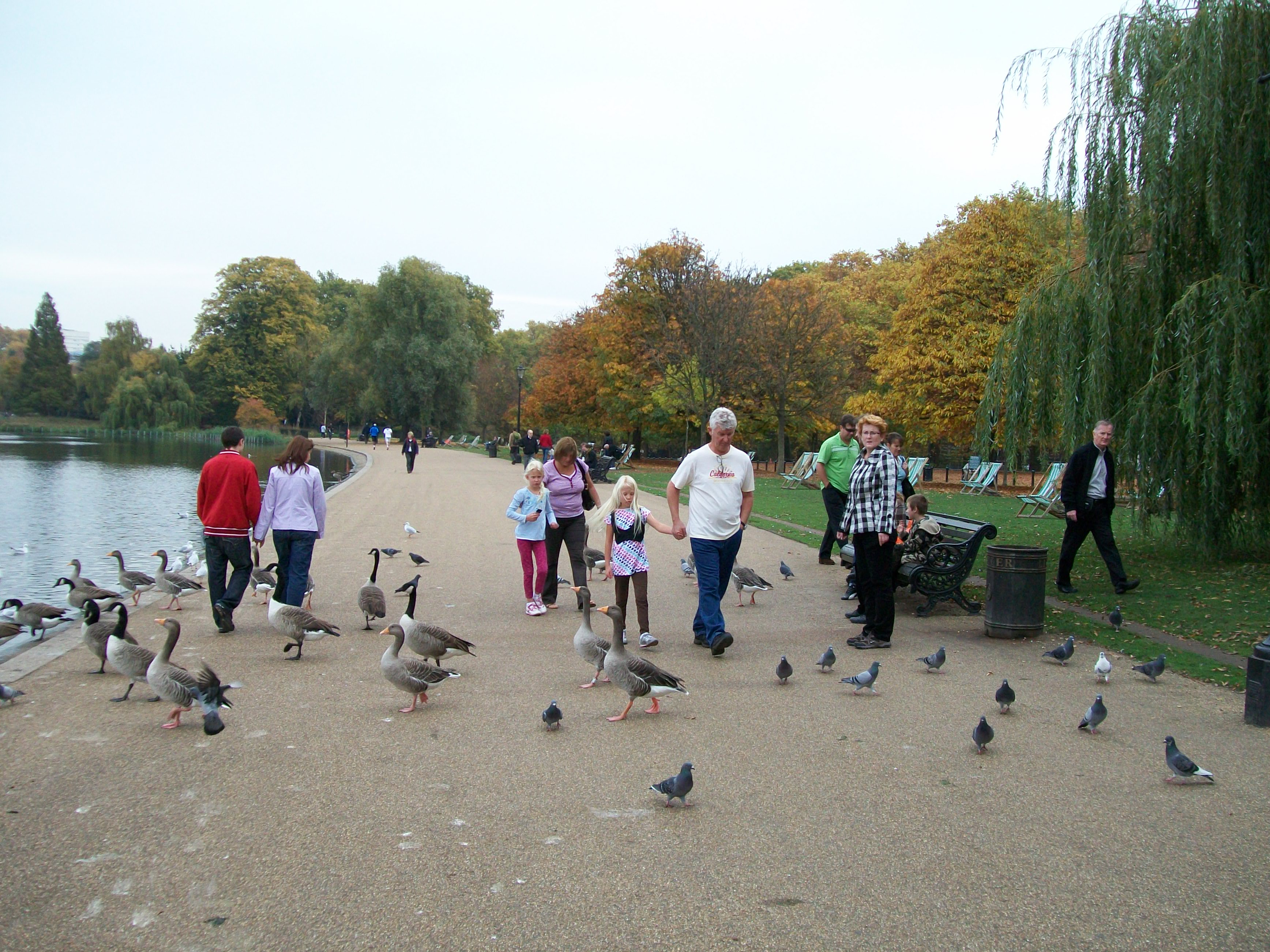
Hyde Park, passeggiate nel parco

Nel 1730 la regina Carolina, moglie di Giorgio II fece sbarrare il fiumiciattolo di Westbourne per costruire il Serpentine, un lago artificiale di 11,34 ettari che ospitò, nel 1814, una rappresentazione della battaglia di Trafalgar (e uno spettacolo pirotecnico), che aveva visto trionfare la flotta inglese, comandata da Horatio Nelson, sulle flotte spagnola e francese, dirette dall'ammiraglio di Napoleone, Pierre-Charles Villeneuve.
Nella seconda metà del Ottocento, a seguito di scontri e questioni tra manifestanti e polizia (principalmente legati al Cartismo e a Edmond Beales), il Parks Regulamentation Act del 1872 stabilì la libertà di incontro e di espressione della propria opinione nei parchi, dando così origine alla tradizione dello Speakers' Corner.
Tra i maggiori eventi ospitati dal parco nel corso della sua storia va ricordato che nell'Ottocento ebbe luogo la Great Exhibition del 1851, e che per l'occorrenza venne edificato il celebre Crystal Palace, prima spostato in un'altra zona della città e poi distrutto da un incendio il 30 novembre del 1936.
Durante la seconda guerra mondiale il parco venne utilizzato per il sostentamento della popolazione cittadina, soprattutto tramite la coltivazione di patate.
Da ricordare inoltre, la Peter Pan Cup, una singolare gara di nuoto ad iscrizione libera che avviene nel Serpentine Lake il giorno di Natale, ed i cui partecipanti, oltre a brillare per la resistenza, hanno in grande maggioranza superato i 60 anni d'età.

## Grand Entrance

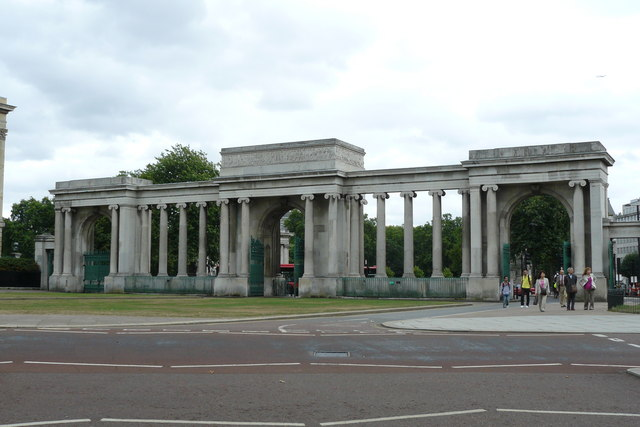
La Grand Entrance di Hyde Park

La Grand Entrance del parco - l'ingresso principale - fu eretta sulla base dei disegni di Decimus Burton nel 1824.
Essa consiste di una schiera di colonne ioniche scanalate, con tre passaggi a volta per l'ingresso delle carrozze.
L'estensione del terreno prospiciente la strada è approssimativamente di 33 metri.
I cancelli della Grand Entrance furono fabbricati da Sir Bramah e sono di ferro e bronzo. Il disegno consiste di una serie di decorazioni di caprifoglio greco.

## Siti di interesse

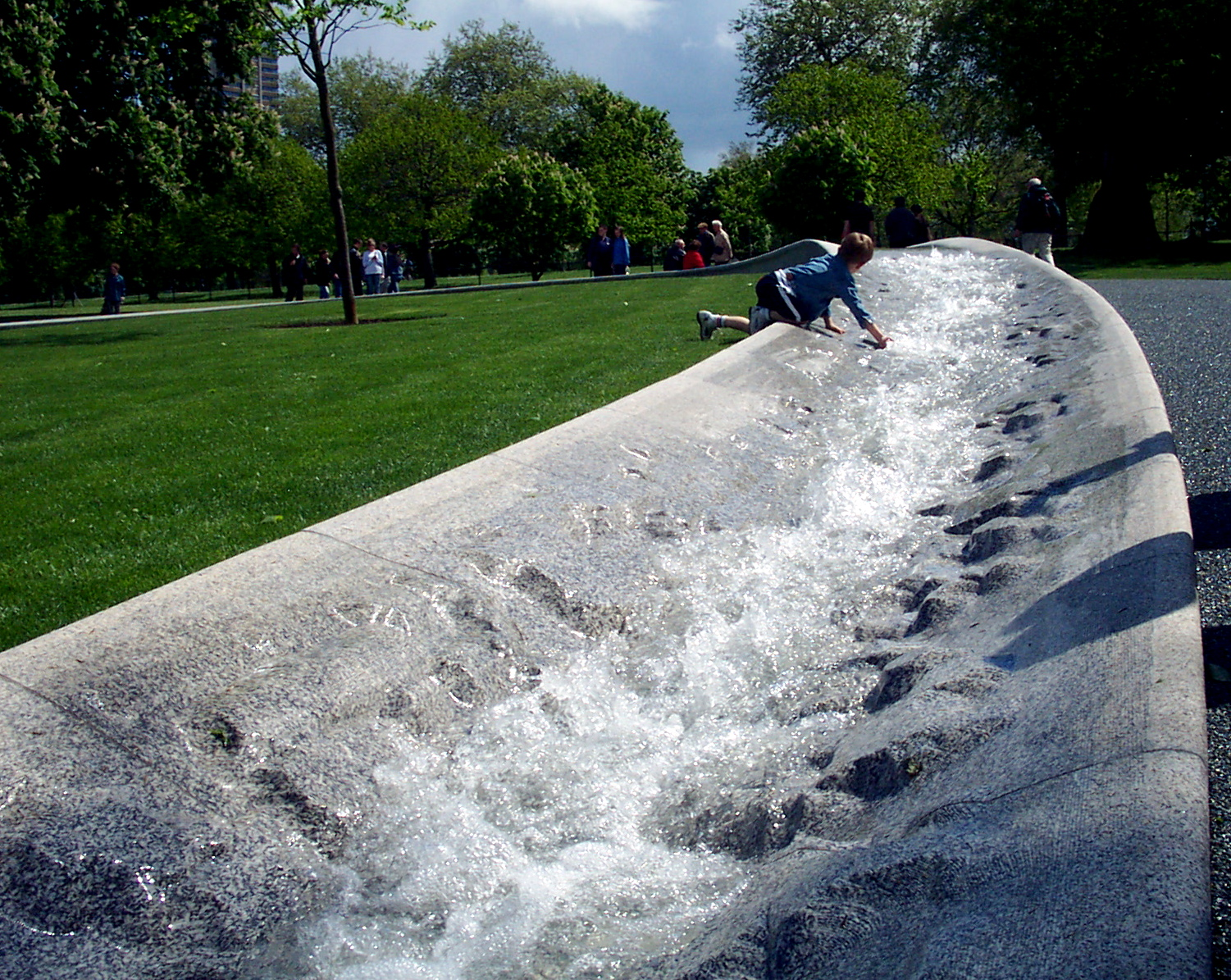
La fontana in memoria della principessa Diana

Un sito di interesse è certamente lo Speakers' Corner, situato nell'angolo nord-orientale del parco (non distante da Marble Arch), dove ancora oggi si possono trovare delle persone che tengono discorsi ed esprimono la propria opinione, soprattutto nel fine settimana. Poi, a sud del Serpentine Lake, ciò che rimane della Rotten Row e la Fontana in memoria di Diana, principessa di Galles, una fontana anulare di pietra, inaugurata il 6 luglio 2004.
Inoltre, a sud-est del lago si incontrano il monumento londinese alle vittime dell'olocausto e il monumento alle vittime degli attentati di Londra del 2005.
Il parco presenta vari giardini tematici (degno di nota è il roseto, progettato dallo studio architettonico Colvin & Moggridge nel 1994) e certe specie di particolare interesse botanico ed estetico.
Infine di grande interesse sono, ai confini del parco, i due archi trionfali, Wellington Arch, a sud-est, e Marble Arch a nord-est.
La foto per la copertina dell'album Beatles for Sale fu scattata ad Hyde Park nell'autunno del 1964.

## Servizi nel parco
Il parco, che dal 1867 è l'unico parco reale londinese controllato dalla Polizia Metropolitana, presenta al suo interno, oltre ad una stazione della polizia, anche attività commerciali, bar, campi sportivi, parchi gioco e diversi centri. Lungo il lago sono presenti più punti di ristorazione e di relax, affacciati sull'acqua.
In certi periodi dell'anno sono disponibili in diversi punti del parco sedie sdraio e ombrelloni, oltre ad offrire la possibilità di fare il bagno dai pontili. Inoltre è presente un centro sportivo dedicato al tennis, e servizi di affitto imbarcazioni.

## Concerti celebri

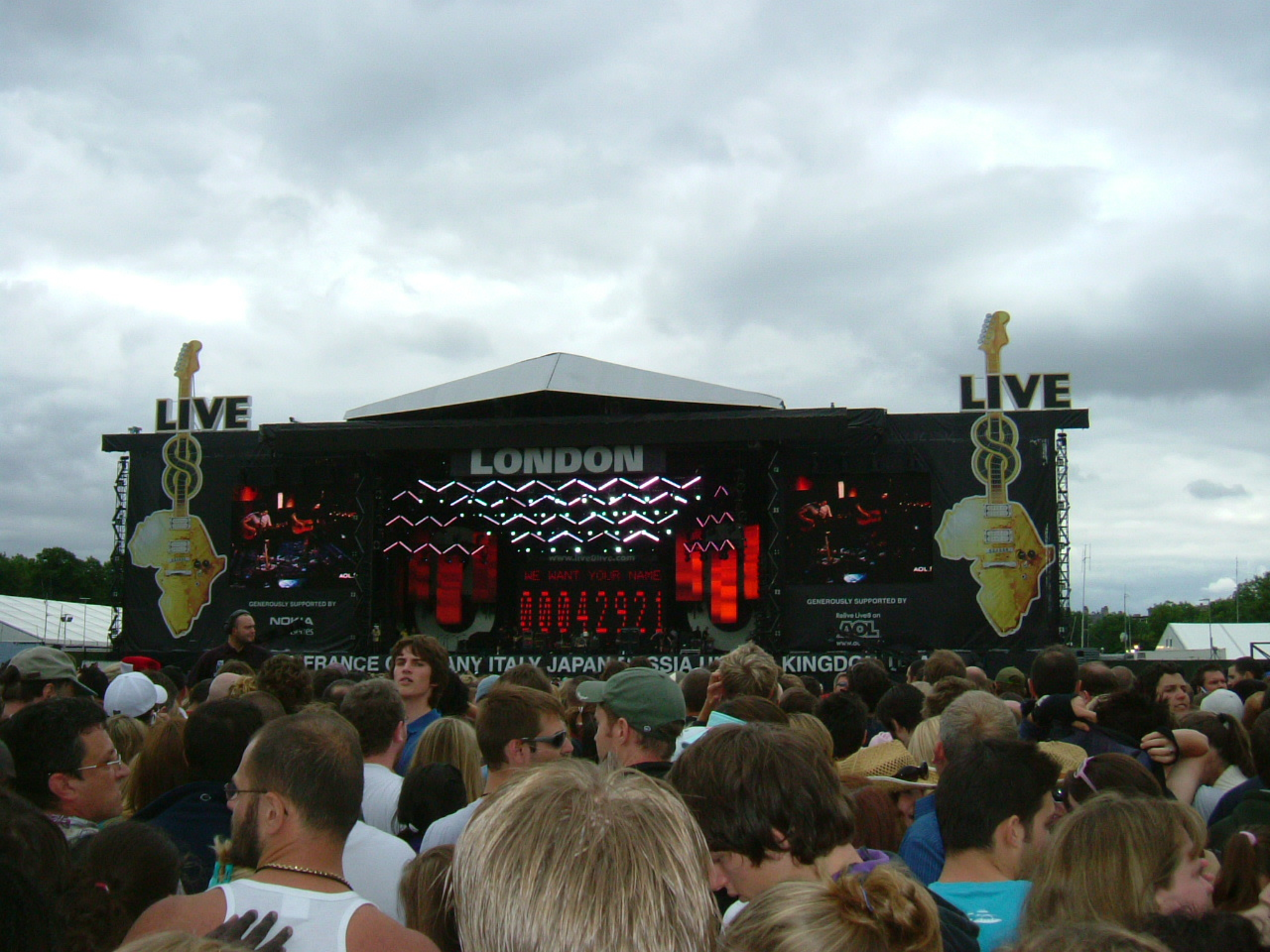
Il Live 8 del 2 luglio 2005

Il parco è stato anche la sede di molti concerti rock, ed ha ospitato, tra gli altri, Jethro Tull (1968), Blind Faith (1969), The Rolling Stones (1969 e 2013), King Crimson (1969), Pink Floyd (1970), Roy Harper (1971), l'artista che si è esibito più volte all'Hyde Park, 7 volte.
I Queen hanno suonato qui in uno dei loro più famosi spettacoli, nel 1976. Ufficialmente il concerto fu seguito da 225.000 persone.
Successivamente vi si sono esibiti Cliff Richard (1999), Bon Jovi (2003), i Red Hot Chili Peppers (2004) e i Foo Fighters (2006), The Killers e Bruce Springsteen (2009, 2012, 2013), Pearl Jam (2010), Paul McCartney (2015).
Il parco è stata anche sede del Live 8 nel 2005 e dal 2006 al 2010 ha ospitato l'Hard Rock Calling.
Nel 2009, i Blur hanno celebrato la loro reunion con un doppio concerto il 2 e 3 luglio.
Il 17 luglio 2012 il parco ha ospitato la data londinese del MDNA Tour di Madonna che si è esibita davanti a un pubblico sold-out di 54.000 persone.
Il 2 luglio 2017 i Green Day si sono esibiti all'Hyde Park davanti a 65.000 fans.
L'1 e 2 luglio 2022 la cantautrice britannica Adele si è esibita all'Hyde Park.